# Teudis recentissimus
Teudis recentissimus är en spindelart som först beskrevs av Eugen von Keyserling 1891.  Teudis recentissimus ingår i släktet Teudis och familjen spökspindlar. Inga underarter finns listade i Catalogue of Life.